# Religia w Algierii

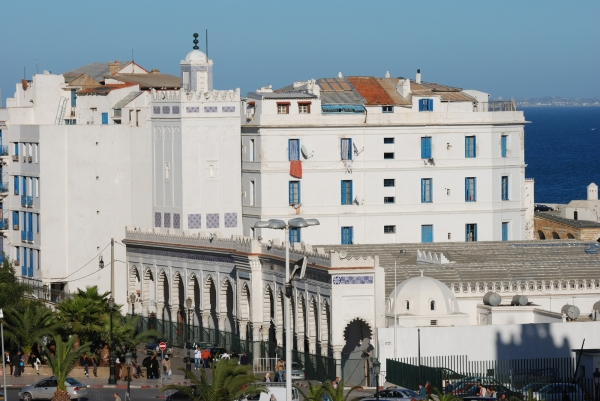
Wielki Meczet w Algierze

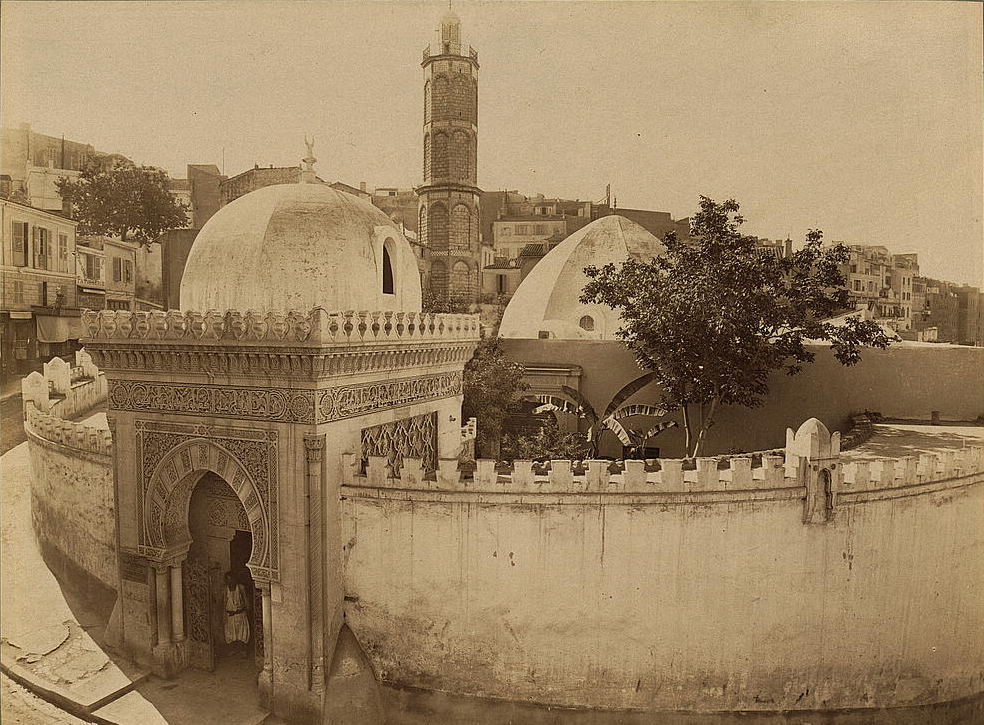
Meczet Hassana Bashy w Oran

Religia w Algierii – kraju liczącym ponad 42 mln mieszkańców (2018) – zdominowana jest przez islam, który wyznaje ok. 98% populacji. Największą mniejszość religijną stanowią należący do różnych tradycji i wyznań chrześcijanie. Blisko 2% populacji nie wyznaje żadnej religii. 
Algierska konstytucja zapewnia wolność przekonań i opinii, deklaruje też islam jako religię państwową. Inne ustawy i przepisy gwarantują wszystkim prawo praktykowania swojej religii, pod warunkiem że odbywa się to zgodnie z przepisami prawa i poszanowaniem porządku publicznego. Nawracanie muzułmanów według prawa jest przestępstwem.

## Islam
Arabowie po raz pierwszy najechali Afrykę Północną w 642 r. w ramach celu zdominowania Morza Śródziemnego. Islam rozprzestrzenił się po całym regionie i do 711 roku podbili cały region Maghrebu. Większość Berberów przeszła na islam w VIII wieku.  
Islam jako religia prawie wszystkich Algierczyków, przenika większość aspektów życia. Zapewnia społeczeństwu centralną tożsamość społeczną i kulturową, a także daje większości podstawowe poglądy etyczne. Zdecydowana większość muzułmanów to sunnici, istnieją także mniejszości ibadytów (0,6%) i szyitów (0,4%). 

## Mniejszości religijne

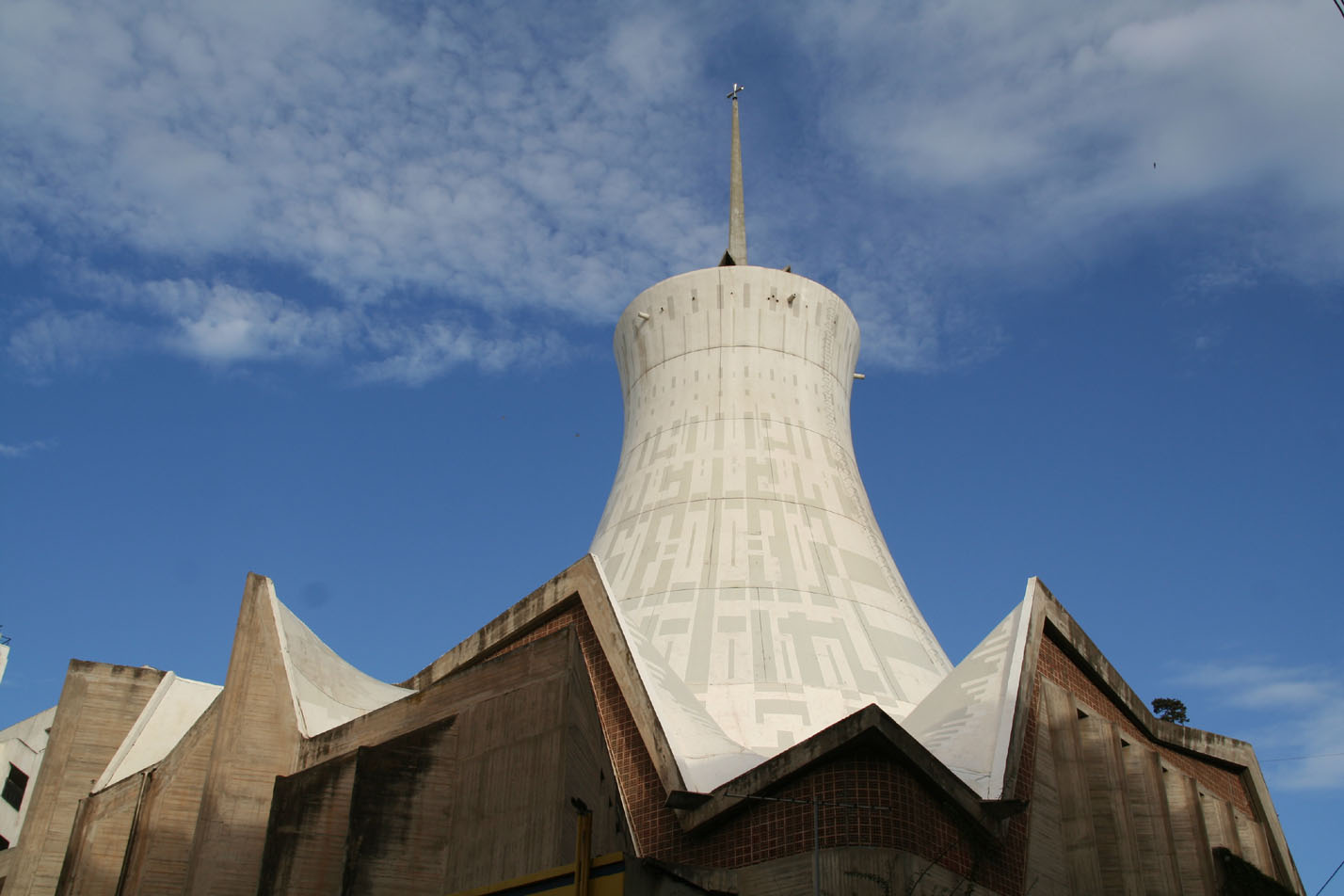
Katedra Najświętszego Serca w Algierze

Na początku lat osiemdziesiątych populacja rzymskokatolicka liczyła około 45 tys. wiernych, z których większość stanowili cudzoziemcy lub Algierczycy, którzy poślubili Francuzów lub Włochów. Ponadto istniała społeczność protestancka. Ogromna większość chrześcijan i Żydów uciekła z kraju po odzyskaniu niepodległości od Francji w 1962 r. 
Wielu z tych, którzy pozostali, emigrowali w latach 90. z powodu aktów terroryzmu popełnianych przez muzułmańskich ekstremistów.  
Obecnie liczbę chrześcijan szacuje się od 50 do ponad 100 tys., przy czym większość stanowią niezależne wspólnoty ewangeliczne, często o charakterze zielonoświątkowym. Inni chrześcijanie to głównie: protestanci (11,5 tys.), katolicy (6,6 tys.) i prawosławni (1,3 tys.). Kabylia uznawana jest za teren szczególnie podatny na chrześcijańską pracę misyjną. 
Szacuje się, że w Algierii jest 6,8 tys. buddystów i 4,0 tys. bahaistów.